# Benelux Cup

Feyenoord, mit zwei Titeln Rekordgewinner des Benelux Cup

Die Benelux Cup (Freundschaftspokal oder Benelux Fairs Cup) war ein internationaler Fußballwettbewerb zur Promotion internationaler Handelsmessen zwischen 1957 und 1961. Der Rekordmeister ist Feyenoord aus Rotterdam mit zwei Titeln.

## Endspiele
| Saison  | Finalpaarung (Sieger fettgedruckt) | Finalpaarung (Sieger fettgedruckt) | Finalpaarung (Sieger fettgedruckt) |
| Saison  |                                    | Ergebnis                           |                                    |
| ------- | ---------------------------------- | ---------------------------------- | ---------------------------------- |
| 1957/58 | Feyenoord Rotterdam                | 6:0                                | RSC Anderlecht                     |
| 1958/59 | Feyenoord Rotterdam                | 4:2                                | CS Sedan                           |
| 1959/61 | Lanerossi Vicenza                  | 2:1                                | PSV Eindhoven                      |